# Wukongopteridae
De Wukongopteridae zijn een groep uitgestorven basale pterosauriërs.
In 2009 benoemde Wang Xiaolin een familie Wukongopteridae om Wukongopterus een plaats te geven.
In 2010 gaf Alexander Kellner de eerste exacte definitie als klade: de groep bestaande uit de laatste gemeenschappelijke voorouder van Wukongopterus lii en Kunpengopterus sinensis en al zijn afstammelingen.
In 2010 werd door Kellner van vijf soorten aangenomen dat het wukongopteriden waren: Wukongopterus lii, Darwinopterus modularis,
Darwinopterus linglongtaensis, Kunpengopterus sinensis en Changchengopterus pani. Al deze soorten waren in het begin van de eenentwintigste eeuw gevonden in de Daohugoulagen van China waarvan de datering omstreden is maar die wellicht stammen uit het late Jura.
De volgende gedeelde afgeleide eigenschappen, synapomorfieën, werden vastgesteld: het neusgat is vervloeid met de grote schedelopening, de fenestra antorbitalis; de tak van het jukbeen die de maxilla raakt, is lang, naar voren gericht en splintvormig; de zijdelingse processus nasalis hangt vrij; het quadratum helt ongeveer 120° naar achteren; de voorste vergroeiing van de onderkaken is kort en beslaat minder dan 25% van de lengte van de mandibula; de halswervels zijn meer verlengd dan bij andere basale pterosauriërs; de nekribben zijn kort; het vierde middenhandsbeen heeft ongeveer de helft van de lengte van het eerste kootje van de vleugelvinger; het eerste kootje van de vleugelvinger is korter dan het vierde kootje.
De Wukongopteridae tonen een opmerkelijke mengeling van basale en afgeleide eigenschappen. In grote lijnen hebben ze een nek en kop die op die van de pterodactyloïden lijkt en een romp die een meer oorspronkelijke bouw heeft met een lange staart, lange vijfde teen en korten middenhandsbeenderen. Dat heeft hun positie in de stamboom omstreden gemaakt. Volgens David Unwin is althans Darwinopterus zeer nauw aan de Pterodactyloidea verwant binnen een omvattende klade Monofenestrata en vormt de ontdekking van dergelijke soorten daarmee een spectaculaire doorbraak om het probleem van de afkomst van de Pterodactyloidea op te lossen. Volgens Kellner echter zouden ze weleens lager in de stamboom kunnen staan, onder de Rhamphorhynchidae.
Alle tot nu toe bekende soorten bestaan uit vrij kleine vormen met vleugelspanwijdten onder de twee meter. Unwin heeft voor Darwinopterus een levenswijze als roofpterosauriër verondersteld, jager op andere pterosauriërs; het fossiel van Kunpengopterus bewaarde echter de resten van een vismaaltijd.